# Principio di Mach
Il principio di Mach è una ipotesi formulata dal fisico e filosofo Ernst Mach nel 1893, che afferma:
L'inerzia di ogni sistema è il risultato dell'interazione del sistema stesso con il resto dell'universo.

In altre parole, ogni particella presente nel cosmo ha influenza su ogni altra particella.
Secondo il principio, un osservatore solidale ad un singolo oggetto (per esempio la Terra)
collocato in un universo vuoto, non percepisce alcuna forza di inerzia, qualunque sia il moto di tale oggetto.
Dal momento che ogni moto è relativo, risulta impossibile stabilire quale sia il moto dell'oggetto e quindi quali siano le forze d'inerzia in assenza di altri corpi. Sarebbe impossibile ad esempio determinare se l'oggetto è in rotazione oppure no. Un'eventuale rotazione non darebbe luogo secondo tale principio ad alcuna forza centrifuga. Secondo Mach, la forza di inerzia che agisce sui corpi in un riferimento accelerato è prodotta dall'interazione con tutti gli altri corpi dell'universo; sperimentalmente si nota che a tale proposito è determinante l'influsso delle stelle lontane, la cui massa è complessivamente molto superiore a quella di qualunque oggetto vicino.
Il principio di Mach può essere considerato, dal punto di vista
filosofico, una forma di olismo: ciascun corpo deriverebbe le proprie proprietà (in particolare l'inerzia) dall'interazione con il resto del cosmo. Non è un caso, date queste premesse, che Mach si sia mostrato molto scettico nei confronti del riduzionismo  atomistico, che intende far derivare le proprietà dei corpi dalle caratteristiche intrinseche dei loro costituenti microscopici.
La versione citata del principio è in gran parte dovuta ad Albert Einstein, che lo portò all'attenzione dei fisici
lavorando alla teoria della relatività generale. È stato lo stesso Einstein a coniare la definizione principio di Mach.
Si è dibattuto molto sul fatto che Mach intendesse proporre una nuova legge fisica, poiché egli non lo dichiarò esplicitamente.
La sua intenzione era piuttosto la critica della meccanica newtoniana ed in particolare l'idea di spazio assoluto.
Non è stata ancora sviluppata una teoria fisica quantitativa che avvalori il principio di Mach secondo cui le stelle debbano produrre questo fenomeno. Anche se Einstein fu affascinato dal principio, la teoria della relatività (che pure prevede effetti machiani di trascinamento) non si accorda bene con esso, dal momento che l'equazione di campo di Einstein ammette soluzioni anche in assenza di materia.
Ci sono stati diversi tentativi di formulare teorie in merito, a partire dai lavori di Dennis Sciama sino alla teoria di Brans-Dicke, formulata da Carl Brans e Robert Dicke nel 1961 sulla base di idee precedentemente sviluppate da Pascual Jordan. Pur non essendo stata definitivamente falsificata dagli esperimenti, questa teoria è in genere considerata molto meno elegante della relatività, contenendo parametri liberi che ne riducono la predittività.

## Variazioni del principio
Il concetto alla base del principio di Mach, ovvero che la massa dell'universo influenzi l'inerzia di un sistema di riferimento locale, si può esprimere attraverso diverse formulazioni. Una lista di esempi di tali variazioni apparse in letteratura è riportata da Hermann Bondi e Joseph Samuel:
- Mach0: l'universo, come rappresentato dal moto medio delle galassi lontane, non appare in rotazione rispetto a sistemi inerziali locali.
- Mach1: la costante di gravitazione universale di Newton G è un campo dinamico.
- Mach2: un corpo isolato nello spazio vuoto non ha inerzia.
- Mach3: i sistemi inerziali locali sono influenzati dal moto cosmico e dalla distribuzione di materia.
- Mach4: l'universo è spazialmente chiuso.
- Mach5: l'energia totale, il momento totale ed il momento angolare totale dell'universo sono nulli.
- Mach6: la massa inerziale è influenzata dalla distribuzione globale di materia.
- Mach7: se viene rimossa tutta la materia, non esiste più lo spazio.
- Mach8: la quantità Ω=4πρGT², dove ρ è la densità media di materia nell'universo e T il tempo di Hubble ovvero l'inverso della costante di Hubble, è un numero ben definito e di ordine 1.
- Mach9: la teoria non contiene elementi assoluti.
- Mach10: le rotazioni e traslazioni rigide globali di un sistema non sono osservabili.